# 1315
- Wikisource

| Calendário gregoriano                                                        | 1315 MCCCXV                                           |
| Ab urbe condita                                                              | 2068                                                  |
| Calendário arménio                                                           | 764 – 765                                             |
| Calendário bahá'í                                                            | -529 – -528                                           |
| Calendário budista                                                           | 1859                                                  |
| Calendário chinês                                                            | 4011 – 4012 Início a 5 de fevereiro (aproximadamente) |
| Calendário copta                                                             | 1031 – 1032                                           |
| Calendário etíope                                                            | 1307 – 1308                                           |
| Calendários hindus - Vikram Samvat - Calendário nacional indiano - Cáli Iuga | 1370 – 1371 1236 – 1237 4415 – 4416                   |
| Calendário Holoceno                                                          | 11315                                                 |
| Calendário islâmico                                                          | 715 – 716                                             |
| Calendário judaico                                                           | 5075 – 5076                                           |
| Calendário persa                                                             | 693 – 694                                             |
| Calendário rúnico                                                            | 1565                                                  |
| Calendário solar tailandês                                                   | 1858                                                  |

1315 (MCCCXV, na numeração romana) foi um ano comum do século XIV do Calendário Juliano, da Era de Cristo, e a sua letra dominical foi E (52 semanas), teve início a uma quarta-feira e terminou também a uma quarta-feira.
No reino de Portugal estava em vigor a Era de César que já contava 1353 anos.

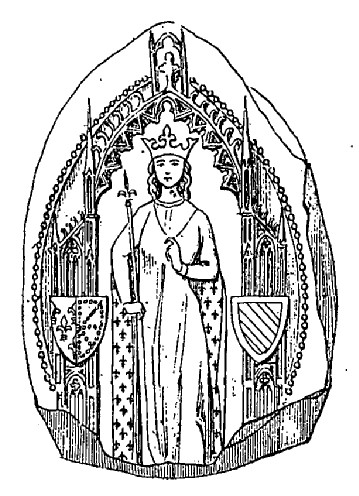
Margarida da Borgonha (1290-1315).

| Ano completo                        |
| ----------------------------------- |
| Ano comum com início à quarta-feira |

## Nascimentos
- Maomé IV — sexto sultão do Reino Nacérida de Granada entre 1325 e 1333  (m. 1333).
- D. Gomes Gonçalves da Costa que foi Senhor da Quinta da Costa, próximo a Nossa Senhora da Costa junto à freguesia portuguesa de Mancelos no concelho de Amarante.

## Mortes
- 15 de agosto — Margarida da Borgonha, rainha consorte de França, (estrangulada)  (n. 1290).